# Собор Ілі

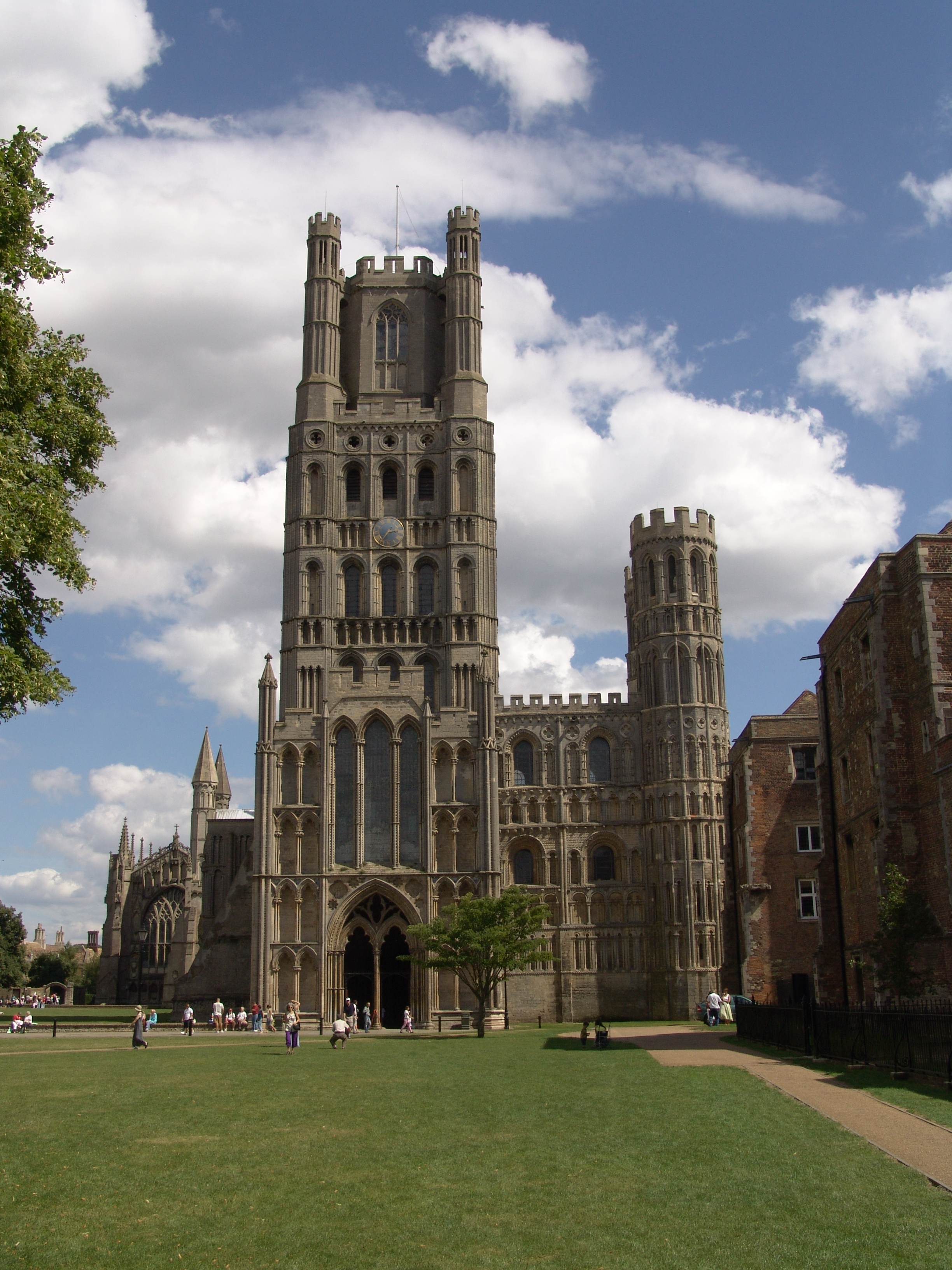
Західна вежа собору

Собор Ілі (англ. Ely Cathedral) — кафедральний собор в місті Ілі (Кембриджшир), центр дієцезії Ілі та резиденція єпископа Ілі. 

## Історія
Будівництво собору продовжувалося майже триста років, з 1083 року до 1375 рік. Раніше на цьому місці розташовувалася церква, заснована ще в VII столітті Святою Етельдредою (вона також відома як Свята Одрі) разом з монастирем, зруйнованим в IX столітті за часів  вікінгів. Спорудження самого собору розпочато місцевим абатом Симеоном. Англо-саксонська церква була зруйнована, але її реліквії було збережено та пізніше перенесено до собору. 
Центральна вежа — найстаріша частина собору, західна вежа була побудована в 1174–1197 роках. Давніші частини собору виконані в романському стилі. Пізні елементи будівлі належать до ранньої англійської готики. У 1321–1349 роках з північного боку було прибудовано каплицю. 
Висота західної вежі становить  66 м, довжина собору — 163 м, з них довжина нава, досі залишається найдовшою у Великій Британії — 75 м. У центрі собору побудовано восьмикутну освітлювальну вежу заввишки 52 м.
При скасуванні монастирів Генріхом VIII собор постраждав відносно мало, хоча були серйозно пошкоджені статуї в каплиці та усипальниця Етельдреди. До 1541 році собор було відновлено. 
У XVII столітті єпископом Ілі став Метью Рен, дядько знаменитого архітектора сера Крістофера Рена, який в 1650-х роках спроектував на північній стороні собору браму в готичному стилі.

## Поховання видатних людей
- Свята Етельдреда — одна з ключових фігур в історії міста
- Свята Вітбурга — сестра Етельдреди
- Альфред Етелінг — один із синів Етельреда II
- Гуго Нортуольдський — єпископ Ілі XIII століття
- Луї Люксембурзький — єпископ Ілі XV століття
- Джордж Басеві (англ. George Basevi) — загинув 1845 року при роботах в соборі